# Funvic Soul Cycles-Carrefour/2016
Deze pagina geeft een overzicht van de Funvic Soul Cycles-Carrefour wielerploeg in  2016.

## Algemeen
Algemeen manager: Benedito Azevedo
Ploegleiders: Benedito Azevedo, Jose Ciriaco, Francisco Manzo
Fietsmerk: LOOK

## Transfers
| Inkomend        | Team 2015 | Uitgaand        | Team 2016                    |
| --------------- | --------- | --------------- | ---------------------------- |
| Pablo Urtasun   | Team Ukyo | Daniel Díaz     | Delko Marseille Provence KTM |
| Antonio Piedra  | Onbekend  | Lucas Pereira   | Onbekend                     |
| Nathan Mahler   | Onbekend  | Antonio Prestes | Onbekend                     |
| Rodrigo Quirino | Onbekend  | Alan Santos     | Onbekend                     |
|                 |           | Douglas Santos  | Onbekend                     |
|                 |           | José Braga      | Onbekend                     |

## Renners
| Naam                | Geboortedatum | Nationaliteit | Ploeg 2015 |
| ------------------- | ------------- | ------------- | ---------- |
| Murilo Affonso      | 19-06-1991    | Brazilië      |            |
| Otávio Bulgarelli   | 15-10-1984    | Brazilië      |            |
| Francisco Chamorro  | 07-09-1981    | Argentinië    |            |
| André Almeida       | 16-12-1992    | Brazilië      |            |
| Alex Diniz          | 20-10-1985    | Brazilië      |            |
| Pedro Dourado       | 13-10-1981    | Brazilië      |            |
| João Gaspar         | 19-02-1992    | Brazilië      |            |
| Nathan Mahler       | 17-01-1996    | Brazilië      | Onbekend   |
| Carlos Manarelli    | 13-02-1989    | Brazilië      |            |
| (ITT) Magno Nazaret | 17-01-1986    | Brazilië      |            |
| Antonio Piedra      | 10-10-1985    | Spanje        | Onbekend   |
| Rodrigo Quirino     | 12-04-1996    | Brazilië      | Onbekend   |
| Kléber Ramos        | 24-08-1985    | Brazilië      |            |
| Flávio Cardoso      | 12-10-1980    | Brazilië      |            |
| Roberto Pinheiro    | 09-01-1983    | Brazilië      |            |
| Pablo Urtasun       | 09-01-1983    | Spanje        | Team Ukyo  |

## Overwinningen
Ronde van Rio Grande do Sul
1e etappe: Murilo Affonso
Eindklassement: Murilo Affonso
Nationale kampioenschappen wielrennen
Brazilië - wegrit: Flávio Cardoso
2010 · 2011 · 2012 · 2013 · 2014 · 2015 · 2016